# Aja
Ajjah (Arabă: عجّه) este un oraș palestinian aflat în nord-vestul Cisiordaniei, la 19 kilometri sud-vest de Jenin. Conform Biroului Central de Statistică Palestinian (BCSP), populația orașului era de 5,147 locuitori în 2006.